# Cioccolato amaro e caffè
Cioccolato amaro e caffè è l'album di debutto del cantante livornese Matteo Becucci, pubblicato il 13 novembre 2009.

## Descrizione
L'album contiene 9 canzoni internazionali riadattate dallo stesso Becucci in lingua italiana, tra cui la celebre Smoke on the Water dei Deep Purple, diventata per l'occasione Fuoco nel cuore.
Tra gli altri riadattamenti vi sono The Blower's Daughter (Figlia del vento) di Damien Rice, la title track Cigarettes and Chocolate Milk (Cioccolato amaro e caffè) di Rufus Wainwright e Victims (Vittime) dei Culture Club.
Il primo singolo estratto è Ti troverò, riadattamento di I Didn't Know dei Ph.D., in rotazione radiofonica a partire dal 23 ottobre 2009. La scelta di un brano dei Ph.D è stata decisa da Matteo dopo aver lavorato alla traduzione di I Should Have Known Better, brano di Jim Diamond che Matteo aveva portato sul palco di X Factor.
Infine la versione di Who Wants to Live Forever (Chi mai vivrà per sempre) dei Queen.
Arrangiatore e produttore dell'album è Lucio Fabbri, mentre Kaballà è autore assieme a Becucci dei testi. La voce femminile in Figlia del vento è di Ambra Marie Facchetti.

## Tracce
1. Ti troverò (I Didn't Know)
2. Cioccolato amaro e caffè (Cigarettes and Chocolate Milk)
3. Fuoco nel cuore (Smoke on the Water)
4. Figlia del vento (The Blower's Daughter) (con Ambra Marie Facchetti)
5. La notte (La nuit)
6. Vittime (Victims)
7. Sei unica (Everything)
8. Fragilità (Fragile)
9. Chi mai vivrà per sempre (Who Wants to Live Forever)

## Formazione
- Matteo Becucci – voce
- Lucio Fabbri - chitarra, viola, violino, mandolino, organo Hammond
- Eros Cristiani – fisarmonica, pianoforte
- Gianluca Tagliavini – organo Hammond
- Antonio Petruzzelli – basso
- Stefano Cisotto – pianoforte, organo Hammond
- Roberto Gualdi – batteria
- Franco Ceccanti – chitarra
- Giorgio Palombino – percussioni
- Stefano Cabrera – violoncello

## Classifiche
| Classifica (2009) | Posizione massima |
| ----------------- | ----------------- |
| Italia            | 27                |